# عبد الله اليوسف
عبد الله أحمد اليوسف، كاتب وباحث في شؤون الفكر الإسلامي، وقضايا الشباب والمرأة، ولد في محافظة القطيف عام 1383 هـ / 1964م.

## دراسته
- دراسات عليا في علوم الشريعة الإسلامية بالحوزة العلمية.
- دكتوراه في الفقه والمعارف الإسلامية من جامعة المصطفى العالمية في قم المقدسة عام 1432هـ- 2011م عن رسالته العلمية والمعنونة: ((سيرة الإمام علي الرضا: دراسة تحليلية للسيرة الأخلاقية والعلمية والسياسية للإمام الرضا))
- شارك في العديد من المؤتمرات المحلية والدولية.
- تُرجم له في العديد من كتب التراجم والأعلام، وكذلك في الكثير من مواقع الإنترنت.
- قام بإعداد وتقديم مجموعة من المحاضرات على القنوات الفضائية المختلفة، كما شارك في العديد من اللقاءات والحوارات الإذاعية والتلفزيونية والصحفية.
- صدر له أكثر من أربعين مؤلفاً.. من أبرزها: الشخصية الناجحة والصعود إلى القمة والعنف الأسري وشرعية الاختلاف وفقه النفقات الواجبة وفلسفة الفكر الإسلامي والشباب هموم الحاضر وتطلعات المستقبل، وغيرها.

## حياته
وُلد عبد الله بن أحمد بن كاظم بن محمد بن يوسف اليوسف بتاريخ 20/8/1383 هـ الموافق 6/1/1964م في «حلة محيش» إحدى قرى منطقة القطيف في المنطقة الشرقية من المملكة العربية السعودية. نشأ الشيخ عبد الله اليوسف نشأة دينية عالية برعاية والديه، وقد عرف عنه منذ صغر سنه تحليه بالتقوى والأخلاق، وكذلك بالذكاء والفطنة، وكان مولعاً بالعلوم الدينية، مما جعله طموحاً للدخول في سلك علماء الدين، وهذا ماتحقق فعلاً في حياته المباركة.

## الدراسة العلمية

### الدراسة الأكاديمية
1. تعلم الشيخ عبد الله اليوسف القرآن الكريم في الكتاتيب الأهلية.
2. ثم التحق بالمدارس النظامية، حيث تلقى دراسته الأولية بمدارس القطيف.
3. درس بمعهد الإدارة العامة بالدمام «السكرتارية» عام1402هـ.
4. دراسات عليا في علوم الشريعة الإسلامية بالحوزة العلمية.
5. ماجستير في الثقافة والمعارف الإسلامية من جامعة المصطفى العالمية عام 1430هـ -2009م.

6- دكتوراه في الفقه والمعارف الإسلامية من جامعة المصطفى العالمية في قم المقدسة عام 1432هـ - 2011م عن رسالته العلمية والمعنونة: «سيرة الإمام علي الرضا: دراسة تحليلية للسيرة الأخلاقية والعلمية والسياسية للإمام الرضا»

### الدراسة الحوزوية
توجه في شهر رمضان المبارك عام 1402 هـ إلى إيران لدراسة العلوم الشرعية الشيعية في الحوزة العلمية، وقد درس فيها المقدمات والسطوح العالية، وكان من أبرز أساتذته:
1. السيد عباس المدرسي.
2. الشيخ صاحب الصادق.
3. الشيخ فوزي السيف... وغيرهم.

قام بتدريس بعض العلوم الحوزوية:
1. دروس في الفقه.
2. دروس في الأصول.
3. دروس في المنطق.
4. دروس في الثقافة الإسلامية.
5. دروس في نهج البلاغة.
6. دروس في العقائد.

تتلمذ عليه في «الحوزة العلمية» مجموعة كبيرة من طلاب العلوم الدينية من مختلف الأقطار، وقد تشرف كاتب هذه السطور بالدراسة على يديه في بلدة «الحلة» في درس الفقه كتاب «العروة الوثقى». بعد رجوعه إلى بلاده عام 1409 هـ، واصل دراسته عن طريق التثقيف الذاتي، والمباحثة العلمية، والاستماع إلى البحوث الفقهية والأصولية. كما أخذ يسافر لفترات معينة في السنة لحضور بحوث الخارج عند كبار العلماء أمثال:
1. آية الله العظمى السيد صادق الشيرازي «حضر عنده بحث الاجتهاد والتقليد»
2. آية الله العظمى الشيخ محمد الفاضل اللنكراني «حضر عنده بحث المكاسب المحرمة»
3. آية الله السيد أحمد المددي «حضر عنده بحث النكاح»
4. آية الله السيد محمد رضا الشيرازي حضر عنده بحث «التجري» في أصول الفقه.

## الإجازات والوكالات
نظراً لمكانته الدينية والعلمية والاجتماعية، فقد أعطي وكالات شرعية وإجازات في الرواية من قبل عدد من المراجع أمثال:
1. آية الله العظمى السيد محمد سعيد الطباطبائي الحكيم
2. آية الله العظمى السيد صادق الحسيني الشيرازي
3. آية الله العظمى الشيخ ناصر مكارم الشيرازي
4. آية الله العظمى السيد محمد الحسيني الشيرازي
5. آية الله العظمى السيد محمد الحسني الشاهرودي
6. آية الله العظمى الشيخ لطف الله الصافي الكلبايكاني
7. آية الله العظمى الشيخ حسين نوري الهمداني
8. آية الله العظمى السيد أبو القاسم الكوكبي التبريزي
9. آية الله العظمى السيد محمد علي العلوي الكركاني
10. آية الله العظمى الشيخ بشير حسين النجفي
11. آية الله العظمى الشيخ محمد أمين المامقاني
12. آية الله العظمى السيد محمد تقي المدرسي
13. آية الله العظمى الشيخ جعفر السبحاني
14. آية الله العظمى السيد علاء الدين الغريفي
15. آية الله العظمى السيد عز الدين الزنجاني
16. آية الله العظمى السيد محمود الهاشمي

## مؤلفاته
الشيخ عبد الله اليوسف، كاتب وأديب ومثقف موسوعي وباحث أصيل في الشؤون الفكرية والإسلامية والثقافية المعاصرة.
هو خريج الحوزة العلمية في إيران، ومتأثر فكرياً بكوكبة زاخرة من رجالات الفكر والإصلاح في العالم الشيعي المعاصر، من هنا أصبح الشيخ عبد الله اليوسف من الشخصيات العلمية الواعية والمتطلعة لبناء حضارة إنسانية ذات طابع أصيل.
كٌتِبَ عن مؤلفاته في بعض الصحف والمجلات، وعلى مواقع شبكة الإنترنت العالمية. تٌرجِم له في العديد من كتب السير والتراجم، وكذلك في الكثير من مواقع الإنترنت التي تهتم بسير الأعلام والمؤلفين.
مؤلفاته المطبوعة:
1. الإمام علي الهادي.. قراءة تحليلية للسيرة الفكرية والسياسية في حياة الإمام الهادي، طبع الطبعة الأولى عام 1405هـ، دار البصائر، طهران - إيران. والطبعة الثانية 1425هـ - 2004م، دار الهادي، بيروت - لبنان.
2. الشخصية الناجحة، طبع أربع مرات، الأولى عام 1413هـ - 1992م مطبعة الرضا - الدمام. الطبعة الثانية عام 1414هـ - 1993م دار البيان العربي - بيروت، الطبعة الثالثة 1422هـ - 2001م دار المحجة البيضاء - بيروت.. والطبعة الرابعة عام 1429هـ - 2008م، دار المحجة البيضاء - بيروت.
3. الصعود إلى القمة، طبع ثلاث طبعات: الطبعة الأولى عام 1414هـ - 1993م، دار البيان العربي - بيروت، والطبعة الثانية عام 1422هـ - 2002م، مؤسسة الأعلمي للمطبوعات، بيروت - لبنان. والطبعة الثالثة عام 1430هـ - 2009م، دار أطياف للنشر والتوزيع - القطيف - السعودية. والطبعة الرابعة 1435هـ- 2014م، منشورات ضفاف، بيروت- لبنان.
4. شرعية الاختلاف، الطبعة الأولى 1417هـ - 1996م، دار الصفوة - بيروت، والطبعة الثانية 1427هـ - 2006م، دار الهادي، بيروت. والطبعة الثالثة 1433هـ - 2012م، دار المحجة البيضاء، بيروت.
5. فلسفة الفكر الإسلامي، الطبعة الأولى 1420هـ - 1999م، دار المفيد العربي، بيروت - لبنان، الطبعة الثانية 1423هـ - 2002م مؤسسة البلاغ - بيروت.
6. الخمس.. فلسفته وأحكامه، الطبعة الأولى 1420هـ - 1999م دار المفيد العربي - بيروت، الطبعة الثانية 1421هـ - 2000م دار المفيد العربي - بيروت، الطبعة الثالثة 1424هـ - 2003م، مؤسسة البلاغ، بيروت - لبنان.
7. الشباب.. هموم الحاضر وتطلعات المستقبل، الطبعة الأولى 1421هـ - 2000م مطبعة سيهات - السعودية، الطبعة الثانية 1423هـ - 2002م مؤسسة البلاغ، بيروت - لبنان.
8. الاجتهاد والتجديد.. قراءة لقضايا الاجتهاد والتجديد في فكر الشيخ محمد مهدي شمس الدين، الطبعة الأولى 1422هـ - 2001م دار الهادي، بيروت - لبنان.
9. مسائل التجديد... قراءة لقضايا التجديد في فكر الإمام الشيرازي، الطبعة الأولى 1423هـ - 2002م، مكتبة الرضا - البحرين. والطبعة الثانية 1434هـ- 2013م، دار العلوم، بيروت - لبنان.
10. الحوار الإسلامي - الإسلامي.. رؤية من أجل إنماء السلم الأهلي، الطبعة الأولى 1423هـ - 2003م، دار المحجة البيضاء، بيروت - لبنان.
11. ثقافتنا في عصر العولمة والإعلام، الطبعة الأولى 1423هـ - 2003م، دار المحجة البيضاء، بيروت - لبنان.
12. خصائص الشباب.. من أجل أن يعرف الشباب أنفسهم، مطابع الوفاء - الدمام، السعودية، الطبعة الأولى 1423هـ - 2003م.
13. المرأة في زمن متغيّر، الطبعة الأولى 1425هـ - 2004م، مطبعة خليج آفان، سيهات - السعودية. والطبعة الثانية 1435هـ- 2014م، منشورات ضفاف، بيروت- لبنان.
14. قواعد النجاح، مطابع الوفاء - الدمام، الطبعة الأولى 1426هـ - 2005م. والطبعة الثانية 1435هـ- 2014م، منشورات ضفاف، بيروت- لبنان.
15. أخلاقيات الرسول الأعظم .. دراسة تحليلية للسيرة الأخلاقية للرسول الأعظم، دار القارئ، بيروت - لبنان، الطبعة الأولى 1426ه - 2005م.
16. ثقافة العمل التطوعي، مركز الراية للتنمية الفكرية، جدة - السعودية، الطبعة الأولى 1426ه - 2005م.
17. كيف تتعامل مع أولادك المراهقين: قواعد في فن التعامل مع المراهقين، مركز البيت السعيد، صفوى - السعودية، الطبعة الأولى 1427هـ - 2006م.
18. فقه النفقات الواجبة: دراسة في المفاهيم والأدلة والآراء الفقهية، مؤسسة أم القرى للتحقيق والنشر، قم - إيران، الطبعة الأولى 1427هـ - 2006م.
19. تساؤلات الشباب الجديدة، أطياف للنشر والتوزيع، القطيف - السعودية، الطبعة الأولى 1428هـ - 2007م.
20. العلامة الشيخ كمال الدين ميثم بن علي بن ميثم البحراني: رجل العلم والأخلاق والسياسة، دار الرسول الأكرم، بيروت - لبنان، الطبعة الأولى 1428هـ - 2007م.
21. الوصول إلى الأفكار الساخنة.. حوارات صريحة في الثقافة والفكر والسياسة، دار أطياف للنشر والتوزيع، القطيف - السعودية، الطبعة الأولى 1428هـ - 2007م.
22. العدالة الاجتماعية في القرآن الكريم، المنامة - البحرين، الطبعة الأولى 1429هـ - 2008م. والطبعة الثانية 1434هـ- 2013م، دار العلوم، بيروت - لبنان.
23. الجنس في حياة الشباب، دار أطياف للنشر والتوزيع، القطيف - السعودية، الطبعة الأولى 1430هـ - 2009.
24. فن صناعة التقريظ: منهجية الدكتور الفضلي نموذجاً، الطبعة الأولى 1430هـ - 2009م، بيروت.
25. الشباب والثقافة المعاصرة.. رؤية قرآنية في معالجة التحدي الثقافي، مركز القرآن الكريم، صفوى - السعودية، الطبعة الأولى 1431هـ - 2010م. والطبعة الثانية 1434هـ- 2013م، منشورات ضفاف، بيروت - لبنان.
26. - فاطمة الزهراء والأدوار النهضوية للمرأة، الطبعة الأولى 1431هـ - 2010م..
27. العنف الأسري: دراسة منهجية في المسببات والنتائج والحلول، دار المحجة البيضاء، بيروت، الطبعة الأولى 1431هـ - 2010م.
28. الإمام الحسين وقيم الإصلاح والحرية والعدالة، دار المحجة البيضاء، بيروت - لبنان، الطبعة الأولى 1432هـ-2011م.
29. دور المرأة في النهضة الحسينية، مؤسسة البلاغ، بيروت - لبنان، الطبعة الأولى 1432هـ-2011م.
30. المرجعية المتميزة: السيد أبو الحسن الأصفهاني أنموذجاً، مؤسسة البلاغ، بيروت - لبنان، الطبعة الأولى 1432هـ-2011م.
31. أخلاقيات الرسول الأعظم مع المرأة، مطابع الرجاء، الخبر- السعودية، الطبعة الأولى 1432هـ -2011م.
32. تجربة قلم: حكايتي مع القراءة وقصتي مع الكتابة، مطابع الرجاء، الخبر- السعودية، الطبعة الأولى 1432هـ -2011م.
33. التطوع في سيرة الأنبياء والأئمة، دار المرتضى، بيروت - لبنان، الطبعة الأولى 1432هـ -2011م.
34. رمضان شهر التغيير، مطابع الرجاء، الخبر- السعودية، الطبعة الأولى 1432هـ -2011م.
35. أفكار في العمل التطوعي، مطابع الرجاء، الخبر- السعودية، الطبعة الأولى 1432هـ -2011م.
36. دور الدين في الوقاية من الأمراض، مطابع الرجاء، الخبر- السعودية، الطبعة الأولى 1432هـ -2011م.
37. أفكار ستبقى ساخنة: رؤية في مسائل التجديد والتسامح والنهضة، مركز آفاق للدراسات والأبحاث، سيهات - السعودية، الطبعة الأولى 1432هـ -2011م.
38. الظلم الاجتماعي في القرآن الكريم، مركز القرآن الكريم، صفوى- السعودية، الطبعة الأولى 1432هـ -2011م.
39. الإمام جعفر الصادق منبع العلم والفكر والمعرفة، دار المحجة البيضاء، بيروت- لبنان، الطبعة الأولى 1433هـ -2012م.
40. سيرة الإمام الرضا : دراسة تحليلية للحياة الأخلاقية والعلمية والسياسية للإمام الرضا ، دار المحجة البيضاء، بيروت- لبنان، الطبعة الأولى 1433هـ -2012م.
41. سيرة الإمام محمد الجواد : دراسة تحليلية للسيرة الأخلاقية والعلمية والسياسية للإمام الجواد ، دار المحجة البيضاء، بيروت- لبنان، الطبعة الأولى 1433هـ -2012م.
42. المرأة والعمل السياسي: قراءة في فكر وآراء المرجع الديني الشيخ الفياض، دار المحجة البيضاء، بيروت- لبنان، الطبعة الأولى 1433هـ -2012م.
43. صلح الإمام الحسن المجتبى: الدوافع والخيارات والدلالات والفوائد، الطبعة الأولى 1434هـ - 2013م.
44. الإمام محمد الباقر مؤسس النهضة العلمية الكبرى، دار المحجة البيضاء، بيروت - لبنان، الطبعة الأولى 1434هـ -2013م.
45. الإمام المهدي المنتظر بين دلالات الاعتقاد وواجبات الانتظار، بيروت - لبنان، الطبعة الأولى 1434هـ -2013م.
46. سيرة الإمام موسى الكاظم : دراسة تحليلية للسيرة الأخلاقية والعلمية والسياسية للإمام الكاظم ، دار المحجة البيضاء، بيروت - لبنان، الطبعة الأولى 1434هـ -2013م.
47. عشرون منقبة في أسبقية الإمام علي ، مؤسسة أنوار الهدى للطباعة والنشر، بيروت - لبنان، الطبعة الأولى 1435هـ -2014م.
48. سيرة الإمام الحسن العسكري : دراسة تحليلية للسيرة الأخلاقية والعلمية والسياسية للإمام العسكري ، دار المحجة البيضاء، بيروت - لبنان، الطبعة الأولى 1435هـ -2014م.

بالإضافة إلى الكثير من الدراسات والمقالات المنشورة في العديد من المجلات الفكرية والثقافية المختلفة.